# مارتي ليندكويست
مارتي ليندكويست (بالإنجليزية: Marty Lindquist)‏ (3 أغسطس 1969 - ) هو ملاكم أمريكي.

## روابط خارجية
- مارتي ليندكويست على موقع بوكس ريك (الإنجليزية) (registration required)